# Teutamus deelemanae
Espèce
Teutamus deelemanae est une espèce d'araignées aranéomorphes de la famille des Liocranidae.

## Distribution
Cette espèce est endémique du Johor en Malaisie,.

## Description
La femelle holotype mesure 5,12 mm.

## Étymologie
Cette espèce est nommée en l'honneur de Christa Laetitia Deeleman-Reinhold.

## Publication originale
- Dankittipakul, Tavano & Singtripop, 2012 : Seventeen new species of the spider genus Teutamus Thorell, 1890 from Southeast Asia (Araneae: Liocranidae). Journal of Natural History, vol. 46, no 27/28, p. 1689-1730.